# Distrito de Polkowice
Polkowice (polaco: powiat polkowicki) es un distrito (powiat) del voivodato de Baja Silesia (Polonia). Fue constituido el 1 de enero de 1999 como resultado de la reforma del gobierno local de Polonia aprobada el año anterior. Limita con otros cinco distritos: al norte con Głogów, al sudeste con Lubin, al sur con Legnica, al suroeste con Bolesławiec y al oeste con Żagań (en el voivodato de Lubusz); y está dividido en seis municipios (gmina): tres urbano-rurales (Chocianów, Polkowice y Przemków) y tres rurales (Gaworzyce, Grębocice y Radwanice). En 2011, según la Oficina Central de Estadística polaca, el distrito tenía una superficie de 779,46 km² y una población de 61 730 habitantes,